# 諏訪神社 (藤沢市大鋸)
諏訪神社（すわじんじゃ）は、神奈川県藤沢市大鋸にある神社。祭礼の西富ばやしは藤沢市指定民俗文化財。

## 祭神
- 建御名方富命（たけみなかたとみのみこと）
- 八坂刀売命（やさかとめのみこと）

## 歴史
建武2年（1335年）、清浄光寺（遊行寺）を開いた遊行上人第四代呑海が同寺院の鎮守として、信州の諏訪から勧請したことにより創建された。慶安年間（1648年 - 1651年）には鳥居の前での落馬事故が相次いだことにより風早之谷（諏訪ヶ谷戸、藤沢本町駅付近）へ転座され、さらに元禄12年（1699年）に現在地へ移転した。以来、藤沢宿東方面の大鋸町や大久保町などにおける総鎮守となっている。明治維新後の神仏分離によって清浄光寺から独立したが、現在でも祭事などでの関わりは続いている。

## 祭事

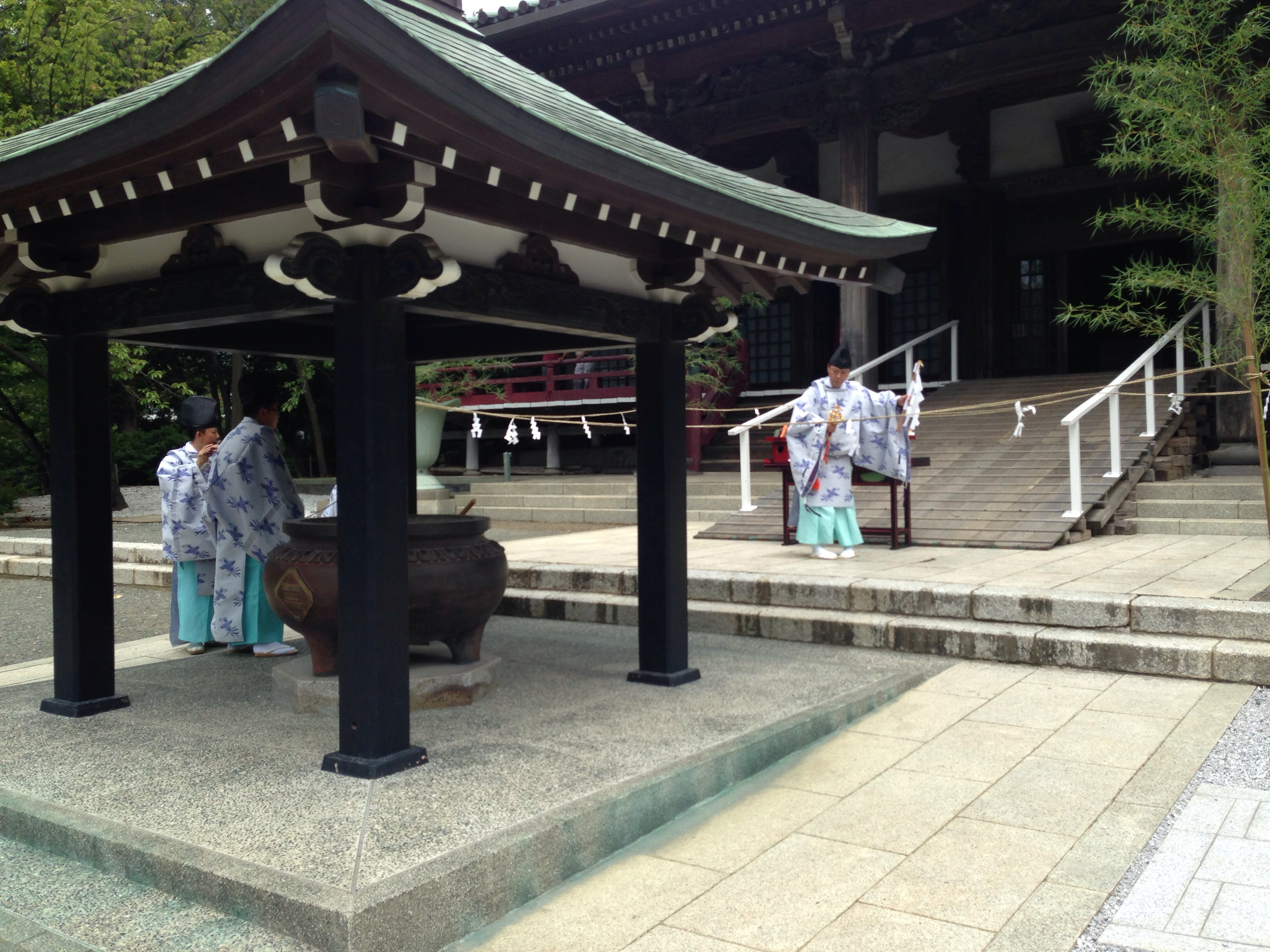
例祭における神事（8月25日午前中、清浄光寺にて）

- 元旦祭：1月1日（午前10時から清浄光寺の遊行上人よりお札の授与あり）
- 節分祭：2月3日
- 建国祭：2月21日
- 大黒天祭：4月の第二日曜日
- 戦没者慰霊祭：8月15日
- 例大祭：8月25日（清浄光寺へ渡御）
- 宵宮祭・元総代慰霊神楽：8月26日
- 神幸祭：8月27日
- 七五三祈祷祭：11月15日
- 大祓：12月31日
- 月次祭：毎月1日・15日

## 境内社・祖霊社・道祖神

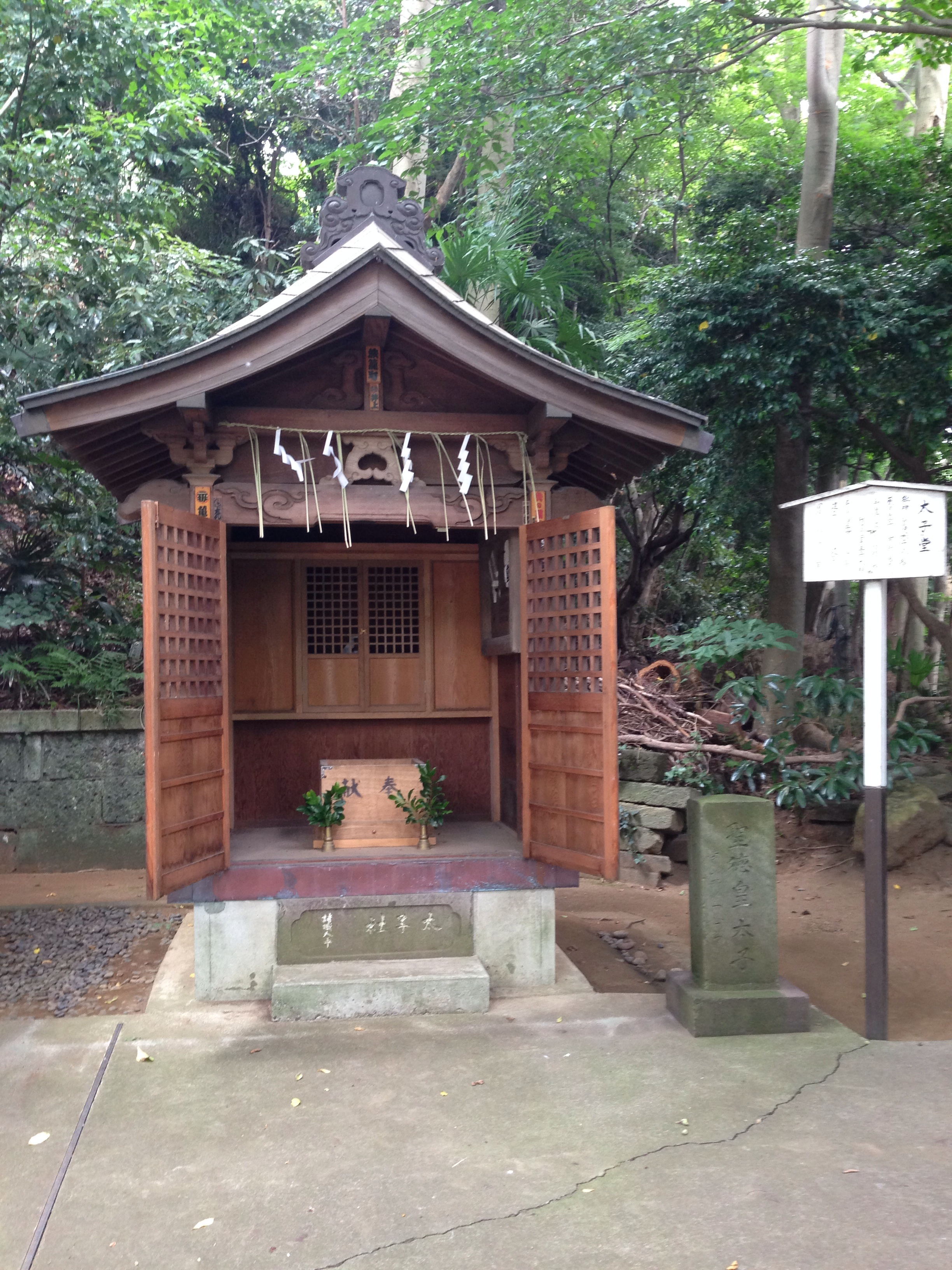
太子堂
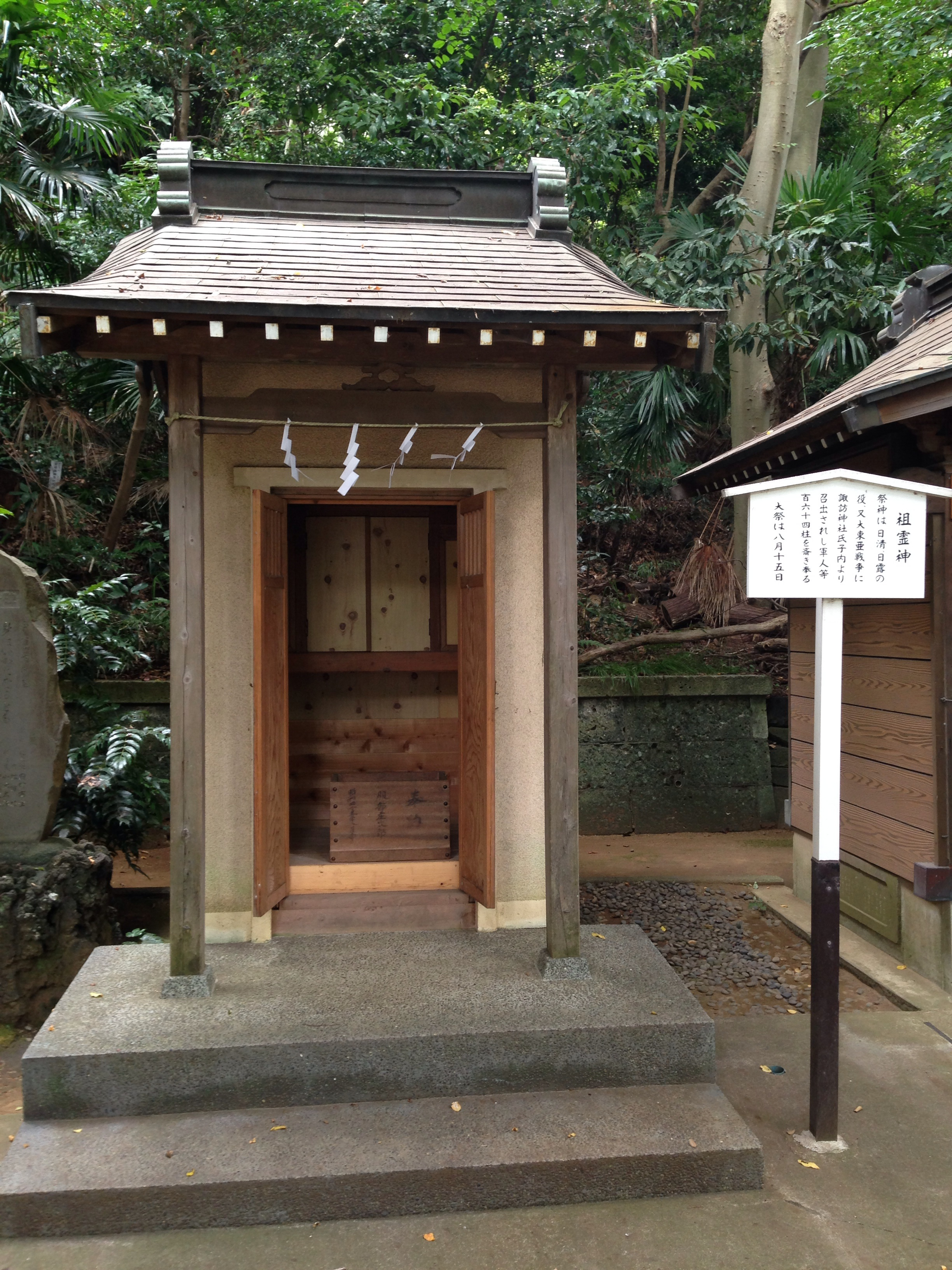
大黒天社（藤沢七福神に指定されている）
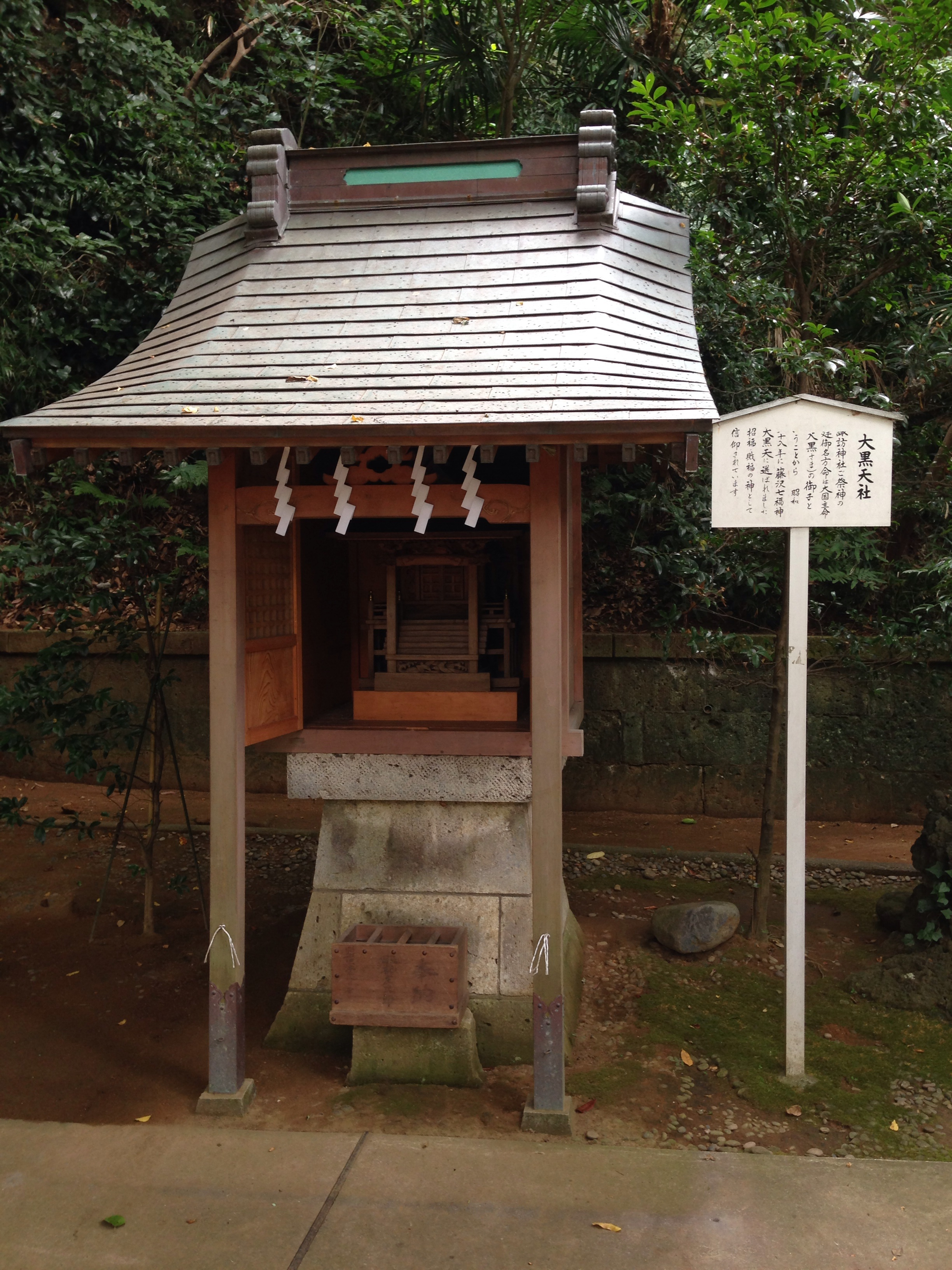
祖霊神
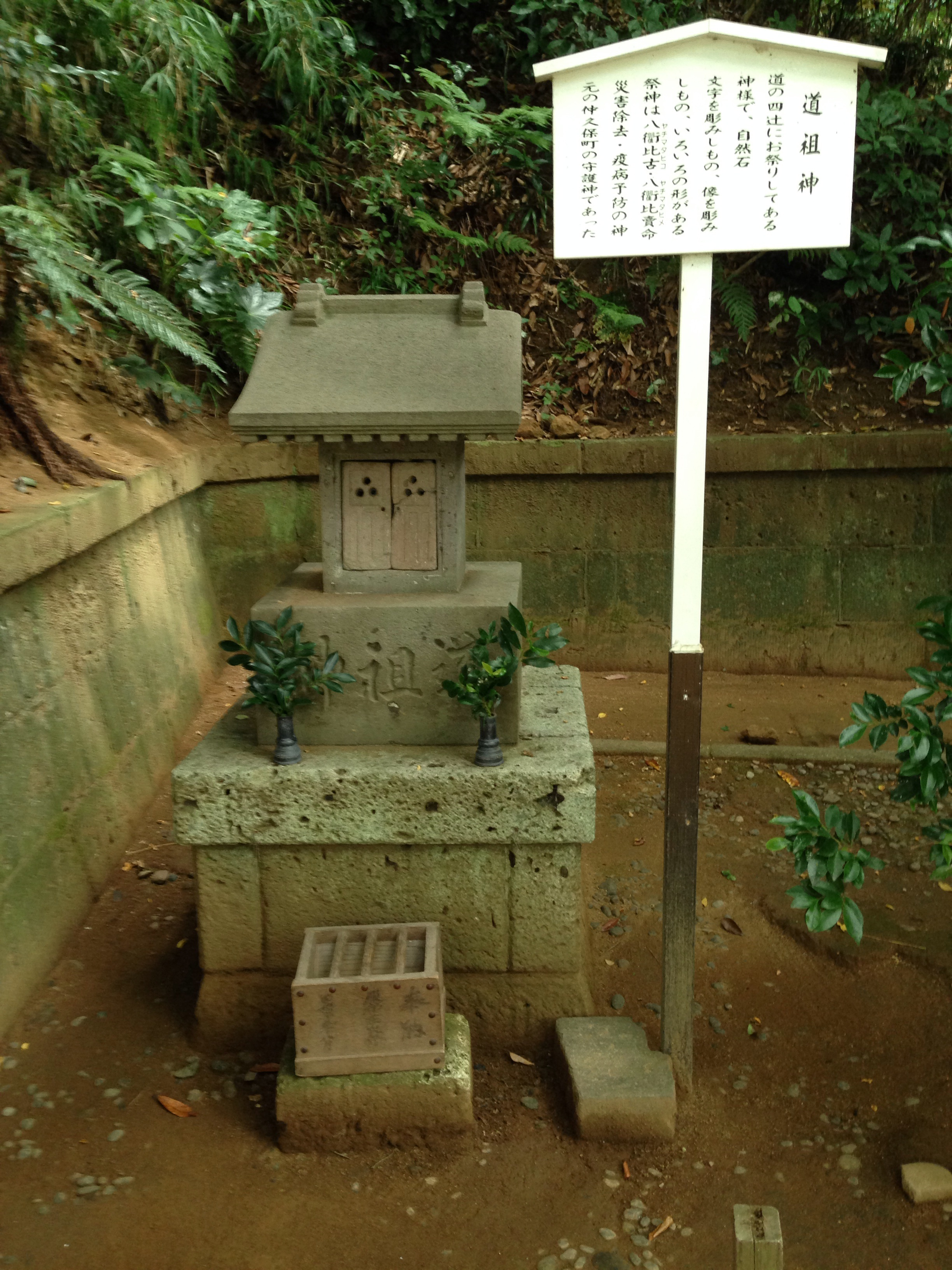
道祖神

- 太子堂
- 祖霊神
- 大黒天社
- 道祖神

## 交通
- 鉄道
  - 藤沢駅より徒歩約13分
  - 小田急江ノ島線「藤沢本町駅」より徒歩約18分
- 道路
  - 神奈川県道30号戸塚茅ヶ崎線 - 箱根駅伝のコースとなっており、道を挟んで反対側に清浄光寺（遊行寺）がある。

## ギャラリー

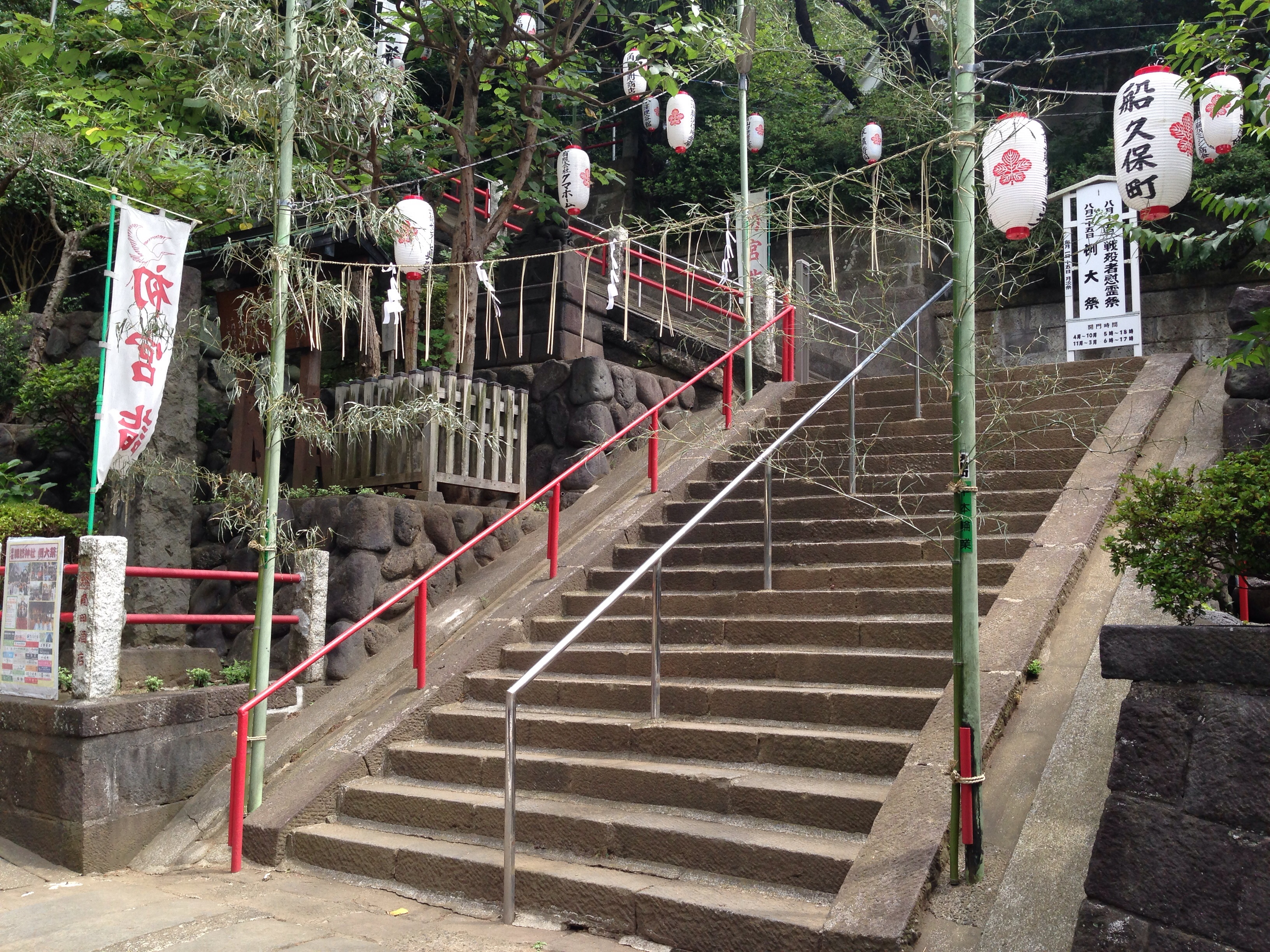
境内入口 ※例祭期間中のため提灯が飾られている。
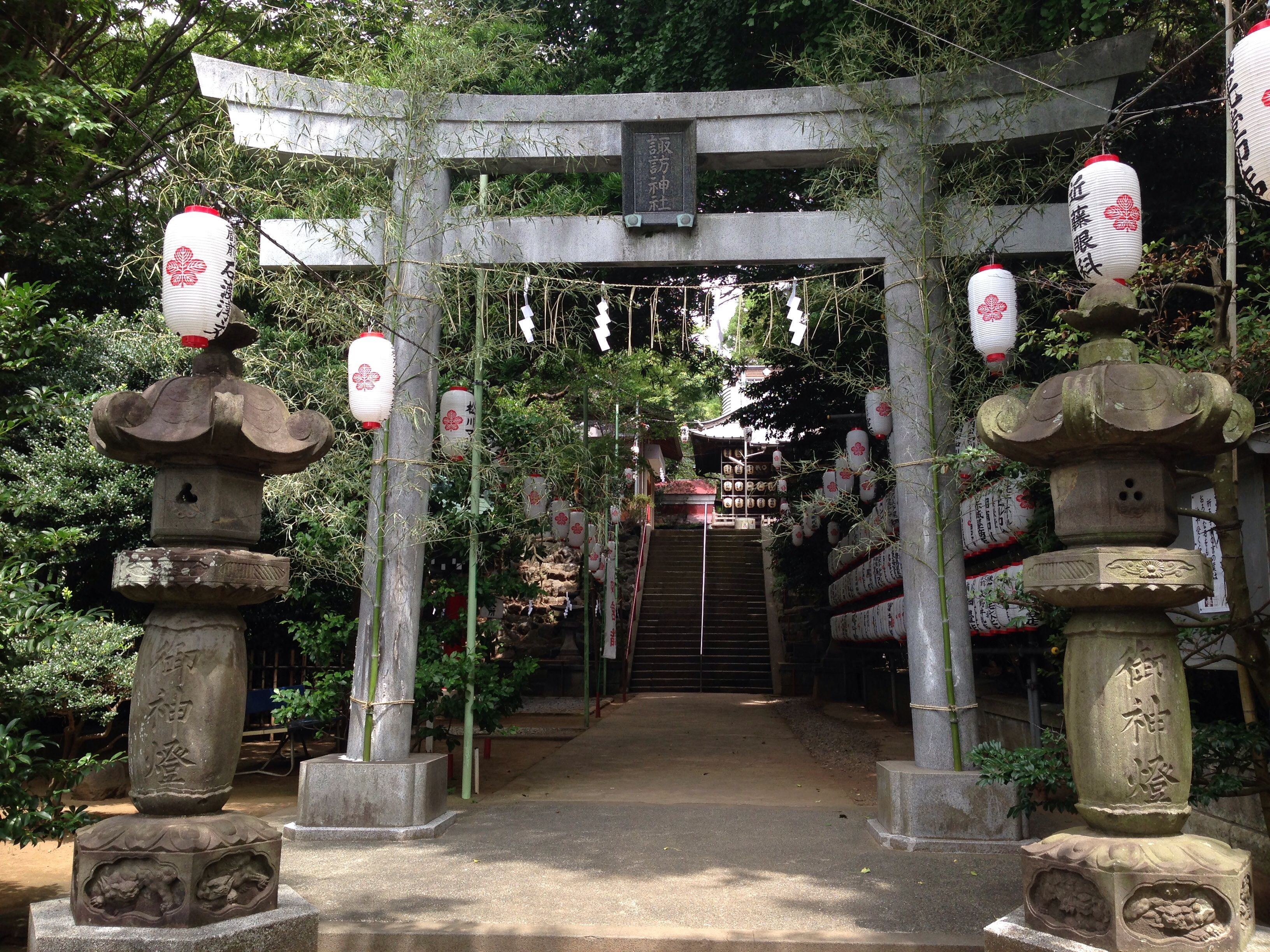
鳥居
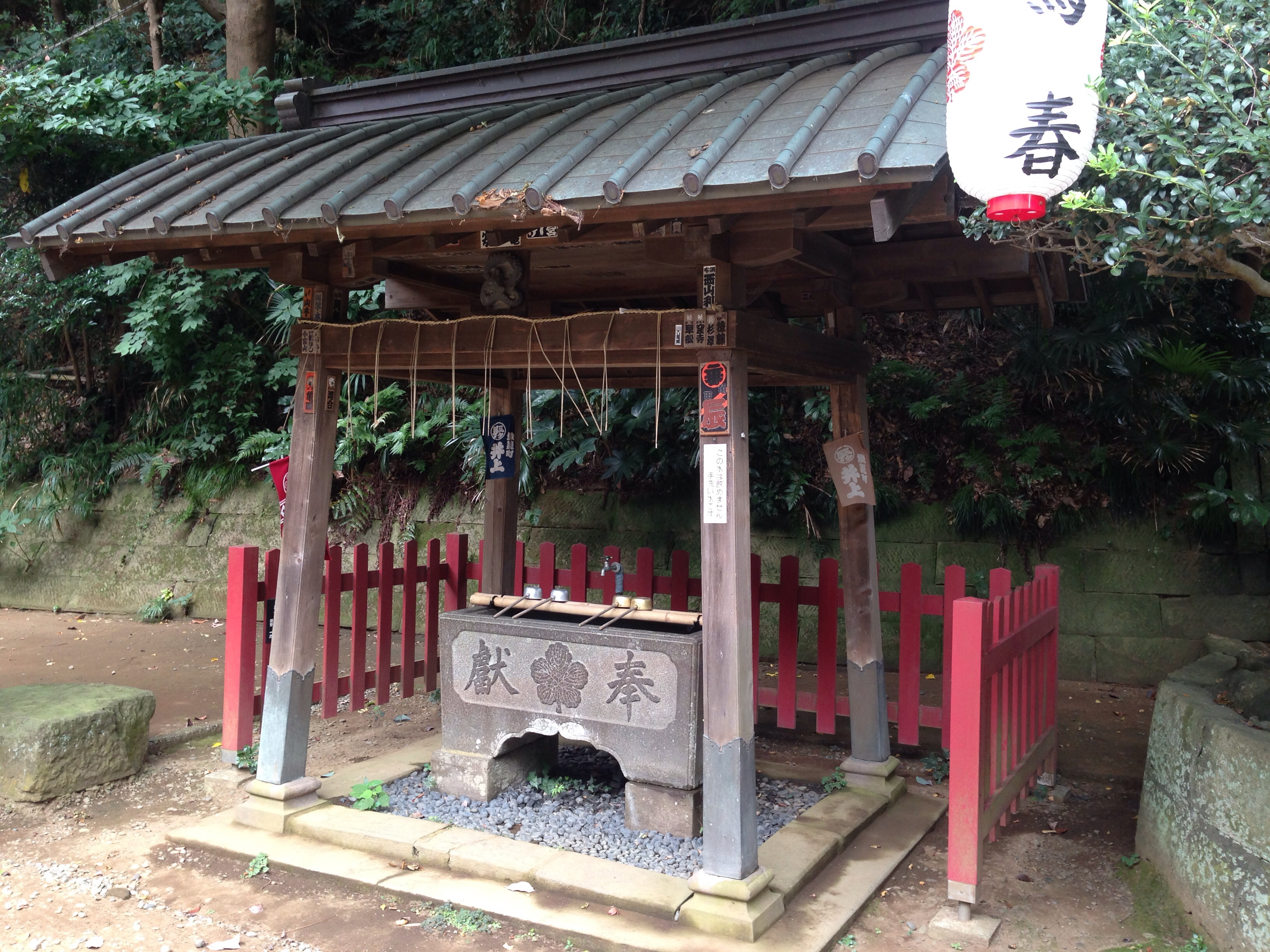
手水舎
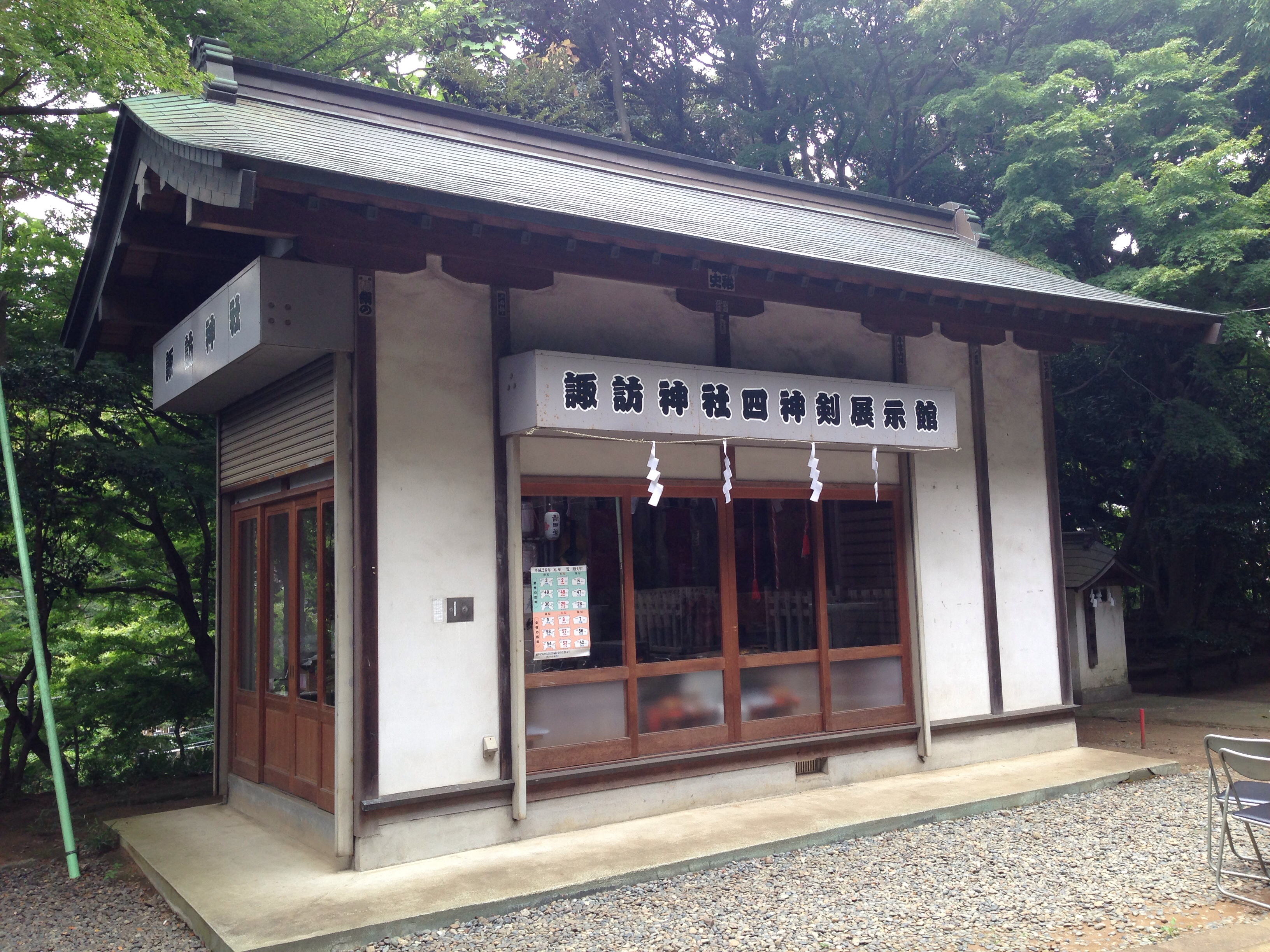
四神剣展示館
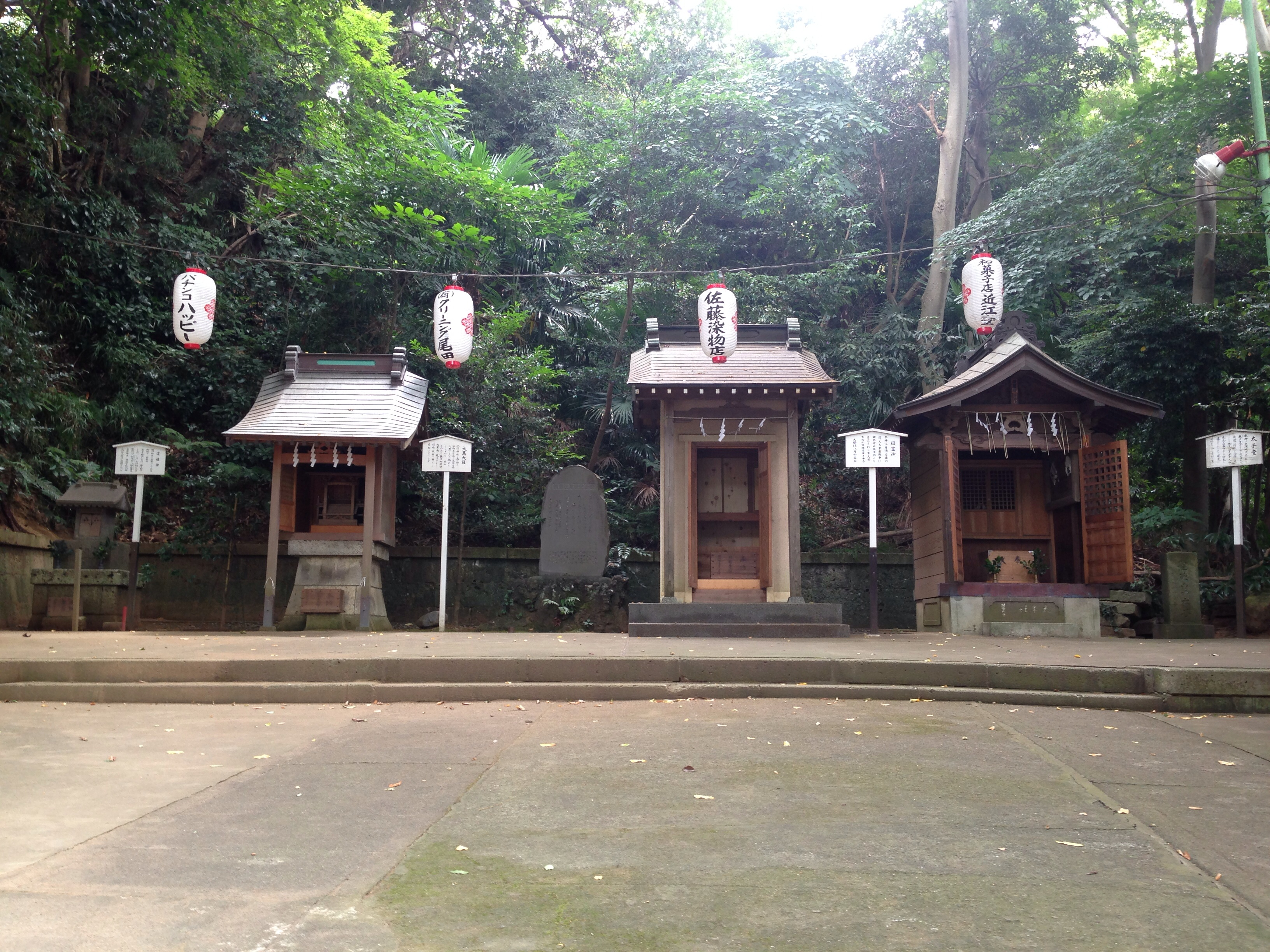
境内社・祖霊社・道祖神が並ぶ